# Чемпіонат Загреба з футболу 1918
Перший воєнний чемпіонат Загреба з футболу 1918 (хорв. Prvo ratno prvenstvo grada Zagreba u nogometu) — футбольний турнір в Загребі, що був організований футбольною асоціацією за прикладом інших великих міст Австро-Угорщини (Відень, Будапешт, Прага). Матчі проходили з травня по серпень 1918 року. 

## Підсумкова турнірна таблиця
|    | Команди     | М | В | Н | П | ГЗ | ГП | О |
| -- | ----------- | - | - | - | - | -- | -- | - |
| 1. | ХАШК        | 5 | 4 | 1 | 0 | 28 | 4  | 9 |
| 2. | Граджянскі  | 5 | 4 | 1 | 0 | 28 | 4  | 9 |
| 3. | Кроация     | 5 | 3 | 0 | 2 | 13 | 17 | 6 |
| 4. | ХТШК Загреб | 5 | 1 | 1 | 3 | 11 | 14 | 3 |
| 5. | Шпарта      | 5 | 1 | 1 | 3 | 7  | 20 | 3 |
| 6. | Славія      | 5 | 0 | 0 | 5 | 2  | 30 | 0 |

- Чемпіоном був оголошений клуб ХАШК, так як в особистому матчі, що був перерваний на 70-й хвилині за рахунку 1:1, на стороні ХАШКу була громадська думка, відзначаючи упереджене суддівство.

## Таблиця результатів
| Команди     | ХАШК | ГРАД | КРОА | ТЗГБ | ШПАР | СЛАВ |
| ----------- | ---- | ---- | ---- | ---- | ---- | ---- |
| ХАШК        | ХХХХ | 1:1  | 7:0  | 5:3  | 5:0  | 10:0 |
| Граджянскі  | -    | ХХХХ | 6:0  | 3:2  | 8:1  | 10:0 |
| Кроация     | -    | -    | ХХХХ | 4:2  | 6:1  | 3:1  |
| ХТШК Загреб | -    | -    | -    | ХХХХ | 1:1  | 3:1  |
| Шпарта      | -    | -    | -    | -    | ХХХХ | 4:0  |
| Славія      | -    | -    | -    | -    | -    | ХХХХ |

## Перехідні матчі
Матч за право грати у вищому дивізіоні:
«Шпарта» - «Ілірія» - 1:1
«Ілірія» - «Шпарта» - 2:1